# Walter Ulbricht
Walter Ernst Paul Ulbricht (født 30. juni 1893 i Leipzig, død 1. august 1973 ved Döllnsee nord for Berlin) var tysk kommunist, først i KPD siden i DDR's kommunistiske statsparti SED. Han var i en årrække fra 1960 til 1971 DDR's førstemand, men prægede DDR politisk allerede fra 1945. Ulbricht styrede Staatsrat indtil året 1973, han blev efterfulgt af Willi Stoph som formand.

## Liv
Walter Ulbricht var uddannet snedker. Allerede i 1908 blev han medlem af en forening for unge arbejdere i Leipzig. I 1912 blev han medlem af SPD. Under 1. verdenskrig gjorde han militærtjeneste på både vest- og østfronten.
I 1917 droppede Ulbricht SPD til fordel for det mere revolutionære og socialistiske USPD, en fraktion af SPD, der var trætte af moderpartiets midtersøgende linje. Endvidere blev han også medlem af den kommunistiske gruppe Spartakusforbundet, der var placeret på venstrefløjen i USPD.
Han deltog aktivt i den tyske novemberrevolution i 1918. I 1919 deltog han i grundlæggelsen af det tyske kommunistparti KPD. Han sad fra 1924-1929 i Landdagen i Sachsen for dette parti. I 1928 blev han også medlem af rigsdagen, og kort derefter blev han medlem af centralkomiteen for KPD.
Den 5. marts 1933 blev Ulbricht for sidste gang genvalgt til rigsdagen, men han og de øvrige valgte kommunister fik kasseret deres mandater.

### INazi-Tyskland
Efter nazisternes magtovertagelse i 1933 og ulovliggørelsen af KPD fortsatte Ulbricht illegalt arbejdet for partiet, indtil han blev stukket til politiet og i 1933 måtte flygte til Frankrig. Der var han kommissær i den spanske borgerkrig, indtil han i 1938 blev hentet til Moskva for at arbejde i Komintern. Under krigen drev han propagandaarbejde blandt tyske krigsfanger i Sovjetunionen og arbejdede for den tysksprogede sovjetiske radiokanal Radio Moskva. Hans arbejdede med at overbevise tyske krigsfanger og soldater om det nyttesløse i deres kamp mod kommunismen; også i Stalingrad talte han for tysk overgivelse.

### Efter2. verdenskrig
Efter verdenskrigens afslutning vendte han tilbage til det ødelagte Tyskland som chef for den såkaldte Gruppe Ulbricht. I de sovjetiske besættelseszoner organiserede han først genopbygningen af KPD, og derefter gennemtvang han med hjælp fra Sovjetunionen sammenlægningen af det østtyske SPD og KPD til Sozialistische Einheitspartei Deutschlands (forkortet SED), det tyske socialistiske enhedsparti.

### DDR
Efter grundlæggelsen af DDR blev Ulbricht stedfortrædende formand i ministerrådet under formanden Otto Grotewohl. I 1950 blev han generalsekretær for centralkomiteen. Med Stalins død i 1953 faldt han i unåde lige som de andre kommunister i østblokken, der havde lænet sig op ad en stalinistisk linje.
I 1960 endte Ulbrichts lange vej mod toppen med udnævnelsen til formand for det nyoprettede statsråd. Han var nu DDR's statsoverhoved, men han havde overtaget en række problemer, der snart skulle vise sig at kræve drastiske løsninger. Problemet med flere og flere østtyskeres flugt fra DDR til Vesttyskland måtte løses, før den østtyske økonomi for alvor kom til at lide under manglen på de mange unge DDR-borgere, der ikke så en fremtid i landet. Efter længere tid med hemmelighedskræmmeri blev Berlinmuren bygget den 13. august 1961 på Ulbrichts direkte foranledning.
Han var kendt for under sine store og ivrige taler at slå over i fistelstemme.
I løbet af 1960'erne stabiliserede DDR-staten sig nogenlunde, men det politiske liv var præget af voldsomme magtkampe. Det lykkedes Walter Ulbricht at holde sig ved magten indtil 1971, hvor han blev presset fra posten. Efter aftale med Bresjnev blev han afløst af Erich Honecker.
Han døde under en festlig DDR-begivenhed (Weltfestspiele der Jugend und Studenten) ved Döllnsee i Berlin i 1973.

## Eftermæle
Walter Ulbricht spillede en særdeles fremtrædende rolle i udformningen af DDR. Eftertiden har på grund af hans brutale fremgangsmåde og hans loyalitet over for de leninistiske og stalinistiske principper givet ham hovedansvaret for DDR's totalitære karakter. Han var en ualmindeligt dygtig og snu politiker, der forstod at vikle sig ud af de fleste situationer og forstod at udmanøvrere sine politiske modstandere. Selvom han især i 1960'erne formåede at stabilisere DDR og dets økonomi noget, så lykkedes det ham aldrig at skabe tilnærmelsesvist den levestandard i øst, som der var i den tyske konkurrent og nabostat, Vesttyskland.